# 23 février en sport
23 janvier 23 mars
Chronologies thématiques
- Croisades
- Ferroviaires
- Disney

Le 23 février (54e jour de l'année) en sport.

## Événements

### XIXesiècle
- 1874 :
  - (Rugby à XV) : l’Angleterre bat l’Écosse à Londres[1].
  - (Tennis) : l’Anglais Walter Clopton Wingfield dépose un brevet pour l’invention d’un nouveau sport : le sphairistike. De fait, Wingfield s’appuie sur le jeu de paume et l’invention du caoutchouc qui permet de réaliser des balles pouvant rebondir sur l’herbe. Le sphairistike est le chaînon manquant entre le jeu de paume et le tennis.
- 1884 :
  - (Football /British Home Championship) : dans le British Home Championship, à Belfast (Ballynafeigh Park), l'Angleterre s'impose 1-8 face à l'Irlande.
- 1889 :
  - (Football) : à Stoke-on-Trent, l’Angleterre bat le Pays de Galles 4-1.

### XXesièclede1901à1950
- 1938 :
  - (Boxe) : le boxeur américain Joe Louis conserve son titre de champion du monde des poids lourds de boxe en battant Nathan Mann par K.O. au 3e round à New York.

### XXesièclede1951à2000
- 1992 :
  - (JO d'hiver) : cérémonie de clôture des Jeux olympiques d'hiver de 1992 à Albertville.

### XXIesiècle
- 2010 :
  - (JO d'hiver) : à Vancouver au Canada 12e jour de compétition.
- 2013 :
  - (Handball / Coupe de la Ligue française de handball féminin 2012-2013) : Issy Paris Hand remporte sa première Coupe de la Ligue.
- 2014 :
  - (JO d'hiver) : à Sotchi en Russie 18e jour de compétition puis la Cérémonie de clôture des JO d'hiver 2014.
  - (Football /Championnat d'Europe de football 2016) : à l'Acropolis de Nice, tirage au sort des éliminatoires pour la phase finale de l'Euro 2016 qui débuteront le 7 septembre 2014, et se termineront le 13 octobre 2015.
  - (Handball /Coupe de la Ligue) : Metz Handball remporte sa 8e Coupe de la Ligue.
- 2018 :
  - (JO d'hiver) : à Pyeongchang en Corée du Sud, 16e jour de compétition.
  - (Rugby à XV /Tournoi masculin) : à Marseille, au Vélodrome, la France s'impose face à l'Italie 34-17 et remporte le Trophée Giuseppe-Garibaldi.
- 2020 :
  - (Biathlon /Championnats du monde) : lors des championnats du monde de biathlon, sur la Mass Start féminine, victoire de la Norvégienne Marte Olsbu Røiseland qui devance l'Italienne Dorothea Wierer et la Suédoise Hanna Öberg. Chez les hommes c'est aussi le Norvégien Johannes Thingnes Bø qui s'impose devant les Français Quentin Fillon Maillet et Émilien Jacquelin.
  - (Rugby à XV /Tournoi féminin) : à l'Arms Park de Cardiff, le pays de Galles est battu par la France 0 - 50, à Doncaster, l'Angleterre bat l'Irlande 27 - 0. Le match entre l'Italie et l'Écosse est reporté en raison de l'épidémie de coronavirus qui sévit sur le pays[2].
  - (Rugby à XV /Tournoi masculin) : au Stade de Twickenham de Londres, l'Angleterre bat l'Irlande 24 - 12.
- 2024 :
  - (Football /Ligue des nations féminine) : début de la Phase finale de la Ligue des nations féminine dont la finale aura lieu le 28 février 2024.
- 2025 :

- - (Biathlon /Championnats du monde) : sur les Mass Start la Suédoise Elvira Öberg remporte la médaille d'or à l'issue d'une course à rebondissement, devant  la Française Océane Michelon, médaillée d'argent et la Norvégienne Maren Kirkeeide, médaillée de bronze[3]. Chez les hommes c'est un triplé norvégien avec dans l'ordre : Endre Strømsheim, Sturla Holm Lægreid et Johannes Thingnes Bø. La France avec treize médailles égale son record de l'année passée.
  - (Rugby à XV /Tournoi masculin) : sur la troisième journée, la France bat l'Italie à Rome 73-24[4].
  - (Ski alpin /Coupe du monde de ski alpin /Record) : l'Américaine Mikaela Shiffrin (photo) remporte sa centième victoire en Coupe du monde de ski alpin en remportant le slalom de Sestrières, record absolu tous sexes confondus[5].

## Naissances

### XIXesiècle
- 1842 :
  - James Lillywhite, joueur de cricket anglais. (2 sélections en Test cricket). († 25 octobre 1929).
- 1873 :
  - Neilly Gibson, footballeur écossais. (14 sélections en équipe d'Écosse). († 30 janvier 1947).
- 1887 :
  - Karl Neumer, cycliste sur piste allemand. Médaillé d'argent de la poursuite par équipes puis médaillé de bronze du 660 yards aux Jeux de Londres 1908. († 16 mai 1984).
- 1894 :
  - Émile Cornic, épéiste français. Médaillé d'argent par équipes aux Jeux d'Anvers 1920. († 20 août 1964).
- 1898 :
  - Lucy Morton, nageuse britannique. Championne olympique du 200 m brasse aux Jeux de Paris 1924. († 26 août 1980).

### XXesièclede1901à1950
- 1902 :
  - André Tassin, footballeur français. (5 sélections en équipe de France). († 12 juillet 1986).
- 1911 :
  - Franz Pleyer, footballeur autrichien puis français. († 3 septembre 1999).
- 1913 :
  - Gheorghe Brandabura, footballeur roumain. (4 sélections en équipe de Roumanie. († ?).
- 1914 :
  - Theofiel Middelkamp, cycliste sur route néerlandais. Champion du monde de cyclisme sur route 1947. († 2 mai 2005).
- 1919 :
  - Johnny Carey, footballeur puis entraîneur irlandais. (27 sélections en équipe d'Irlande). Sélectionneur de l'équipe de république d'Irlande de 1955 à 1967. († 23 août 1995).
- 1921 :
  - Robert Pringarbe, dirigeant sportif français. Secrétaire général de FSCF de 1954 à 1986 puis du CNOSF de 1972 à 1989.
- 1923 :
  - Jean-Pierre Bakrim, footballeur puis entraîneur français. († 6 janvier 2009).
- 1928 :
  - Hans Herrmann, pilote de F1 et de courses automobile d'endurance allemand. Vainqueur des 24 heures du Mans 1970.
  - André Strappe, footballeur puis entraîneur français. (23 sélections en équipe de France). († 9 février 2006).
- 1930 :
  - Harry Boldt, cavalier de dressage allemand. Champion olympique par équipes et médaillé d'argent en individuel aux Jeux de Tokyo 1964 et aux Jeux de Montréal 1976. Champion du monde de dressage par équipes 1966, 1970 et 1978. Champion d'Europe de dressage par équipes 1965, 1967, 1975, 1977 et 1979.
- 1936 :
  - Roger Rivière, cycliste sur route et sur piste français. Champion du monde de cyclisme sur piste de la poursuite individuelle 1957, 1958 et 1959. Auteur de deux records de l'heure cycliste. († 1er avril 1976).
- 1938 :
  - Bernard Mayeur, basketteur français. Médaillé de bronze au Championnat d'Europe de basket-ball 1959. (90 sélections en équipe de France). († 11 janvier 2004).
- 1941 :
  - Ron Hunt, joueur de baseball américain.
- 1943 :
  - Jürgen Lässig, pilote de courses automobile d'endurance allemand. († 17 février 2022).
- 1948 :
  - Trevor Cherry, footballeur anglais. (27 sélections en équipe d'Angleterre).(† 28 avril 2020).
- 1949 :
  - Christian Coste, footballeur puis entraîneur français. (5 sélections en équipe de France).
  - Anna-Maria Müller, lugeuse est-allemande puis allemande. Championne olympique aux Jeux de Sapporo 1972. († 23 août 2009).
  - Bruno Saby, pilote de rallye et de rallye-raid français. (2 victoires en Rallye). Vainqueur du Rallye Dakar 1993.

### XXesièclede1951à2000
- 1951 :
  - Eddie Dibbs, joueur de tennis américain.
  - Ed Jones, joueur de foot U.S. américain.
  - Yves Le Roy, athlète d'épreuves combinées français. Médaillé d'argent du décathlon aux championnats d'Europe d'athlétisme 1974.
- 1953 :
  - Satoru Nakajima, pilote de F1 et de courses automobile d'endurance japonais.
- 1955 :
  - Flip Saunders, basketteur américain. († 25 octobre 2015).
- 1957 :
  - Moncef Djebali, footballeur franco-algérien. († 7 novembre 2009).
  - Viktor Markin, athlète de sprint soviétique puis russe. Champion olympique du 400 m et du relais 4 ×400 m  aux Jeux olympiques d'été de 1980. Champion du monde d'athlétisme du relais 4 × 400 m 1983.
- 1961 :
  - Kito de Pavant, navigateur français. Vainqueur de la Solitaire du Figaro 2002.
- 1963 :
  - Ivo Knoflíček, footballeur et ensuite entraîneur tchécoslovaque puis tchèque. (38 sélections avec l'équipe de Tchécoslovaquie).
  - Sergei Uslamin, cycliste sur route soviétique puis russe.
- 1964 :
  - Peter Kox, pilote de courses automobile néerlandais.
- 1965 :
  - Helena Suková, joueuse de tennis tchécoslovaque puis tchèque. Médaillée d'argent du double aux Jeux de Séoul 1988 puis aux Jeux de Barcelone 1992. Victorieuse des Fed cup 1983, 1984, 1985 et 1988.
- 1968 :
  - Justin Bell, pilote de courses automobile d'endurance britannique.
- 1969 :
  - Michael Campbell, golfeur néo-zélandais. Vainqueur de US Open 2005.
- 1970 :
  - Patrice Kancel, joueur de foot U.S. français.
- 1971 :
  - Carin Koch, golfeuse suédois.
- 1972 :
  - Angus Eve, footballeur puis entraîneur trinidadien. (117 sélections en équipe de Trinité-et-Tobago).
  - Rondell White, joueur de baseball américain.
- 1973 :
  - Arnold Dwarika, footballeur trinidadien. (74 sélections en équipe de Trinité-et-Tobago).
- 1974 :
  - Frank Defays, footballeur belge.
  - Frédéric Pierre, footballeur belge. (8 sélections en équipe de Belgique).
- 1975 :
  - Ewa Kowalkowska, volleyeur polonaise. (191 sélections en équipe de Pologne).
  - Maryse Turcotte, haltérophile canadienne.
  - Bohdan Ulihrach, joueur de tennis tchèque.
- 1976 :
  - Andrey Karginov, pilote de rallye-raid en camion russe. Vainqueur du Rallye Dakar 2014.
- 1977 :
  - Dally Randriantefy, joueuse de tennis malgache.
  - Kristina Šmigun-Vähi, fondeuse estonienne. Championne olympique du 10 km et du 15 km aux Jeux de Turin 2006 puis médaillée d’argent du 10 km libre aux Jeux de Vancouver 2010. Championne du monde de ski de fond du 10 km poursuite 2003.
- 1978 :
  - Morné Nagel, athlète de sprint sud-africain. Champion du monde d'athlétisme du relais 4 × 100 m 2001.
  - Dan Snyder, hockeyeur sur glace canadien. († 5 octobre 2003).
- 1979 :
  - Maria Stepanova, basketteuse russe. Médaillée de bronze aux Jeux d'Athènes 2004 et aux Jeux de Pékin 2008. Championne d'Europe de basket-ball 2003, 2007 et 2011. Victorieuse de l'Euroligue féminine de basket-ball 2005 et 2013.
- 1980 :
  - Willie Deane, basketteur américain.
- 1981 :
  - Gareth Barry, footballeur anglais. (53 sélections en équipe d'Angleterre).
- 1982 :
  - Cédric Forgit, céiste français. Champion d'Europe de slalom (canoë-kayak) de canoë biplace 2006.
  - Malia Metella, nageuse française. Médaillée d'argent du 50 m nage libre aux Jeux d'Athènes 2004. Championne d'Europe de natation du 100 m nage libre, du relais 4 × 100 m et du relais 4 × 100 m 4 nages 2004.
- 1983 :
  - Mirco Bergamasco, joueur de rugby à XV et à XIII italien. (89 sélections avec l'Équipe d'Italie de rugby à XV et 2 avec celle de rugby à XIII).
  - Povilas Mykolaitis, athlète de sauts lituanien.
- 1985 :
  - Tessa Bonhomme, hockeyeuse sur glace canadienne. Championne olympique aux Jeux de Vancouver 2010. Championne du monde de hockey sur glace 2007 et 2012.
  - Issa Cissokho, footballeur franco-sénégalais. (5 sélections avec l'équipe du Sénégal).
- 1986 :
  - Rahel Frey, pilote de courses automobile suisse.
- 1987 :
  - Matt Mullan, joueur de rugby à XV anglais. (9 sélections en équipe d'Angleterre).
- 1988 :
  - Anne-Sophie Barthet, skieuse alpine française.
  - Tarik Elyounoussi, footballeur norvégo-marocain. (40 sélections avec l'équipe de Norvège).
  - Nicolás Gaitán, footballeur argentino-portugais. (19 sélections avec l'équipe d'Argentine).
  - Michał Kubiak, volleyeur polonais. Champion du monde masculin de volley-ball 2014 et 2018. (172 sélections en équipe de Pologne).
- 1989 :
  - Ahmed Akaichi, footballeur tunisien. Champion d'Afrique des nations de football 2011. (28 sélections en équipe de Tunisie).
  - Courtney Lawes, joueur de rugby à XV anglais. Vainqueur du Grand Chelem 2016, des Tournois des Six Nations 2017 et 2020 ainsi que des Challenge européen 2009 et 2014. (105 sélections en équipe d'Angleterre).
  - Jérémy Pied, footballeur français.
- 1990 :
  - Thomas Faucheron, archer français.
  - Jan Tratnik, cycliste sur route slovène. Vainqueur du Tour de Slovaquie 2017.
- 1991 :
  - Vanessa Licata, footballeuse belge.
  - Slim Rebaï, footballeur tunisien.
  - Chatilla van Grinsven, basketteuse néerlandaise.
- 1992 :
  - Nikoloz Basilashvili, joueur de tennis géorgien.
  - Casemiro, footballeur brésilio-espagnol. Vainqueur de la Copa América 2019 ainsi que de la Ligue des champions 2014. (75 sélections avec l'équipe du Brésil).
  - Moustapha Fall, basketteur français. Médaillé d'argent aux Jeux de Tokyo 2020. (41 sélections en équipe de France).
- 1993 :
  - Benjamin Édelin, cycliste sur piste français. Médaillé de bronze de la vitesse par équipes aux Mondiaux de cyclisme sur piste 2017.
  - Kasumi Ishikawa, pongiste japonaise. Médaillée d'argent par équipes aux Jeux de Londres 2012 puis de bronze par équipes aux Jeux de Rio 2016.
  - Michela Sillari, joueuse de rugby à XV italienne. (87 sélections en équipe d'Italie).
- 1994 :
  - Lucas Pouille, joueur de tennis français. Vainqueur de la Coupe Davis 2017.
- 1995 :
  - Andrew Wiggins, basketteur canadien.
- 1996 :
  - William Robeyns, basketteur belgeo-rwandais. (18 sélections avec l'équipe du Rwanda).
  - D'Angelo Russell, basketteur américain.
- 1997 :
  - Benjamin Henrichs, footballeur allemand. (15 sélections en équipe d'Allemagne).
  - Gautier Larsonneur, footballeur français.
  - Jamal Murray, basketteur canadien.
- 2000 :
  - Bartosz Mrozek, footballeur polonais.
  - Juan José Perea, footballeur colombien.
  - Femke Bol, athlète de sprint et de haies néerlandais. Médaillée de bronze du 400m haies aux Jeux de Tokyo 2020 puis championne olympique du 4 × 400 m mixte, médaillée d'argent du relais 4 × 400 m et de bronze du 400m haies aux Jeux de Paris 2024. Championne du monde d'athlétisme du 400m haies et du relais 4 × 400m 2023. Championne d'Europe d'athlétisme du 400m, du 400m haies et du relais 4 × 400m 2022 puis du 400m haies et du relais 4 × 400m 2024.

### XXIesiècle
- 2001 :
  - Ross Graham, footballeur écossais.
  - Rinky Hijikata, joueur de tennis australien.
  - Sorriso, footballeur brésilien.
- 2002 :
  - Stanislav Shopov, footballeur bulgare. (2 sélections en équipe de Bulgarie).
- 2004 :
  - Leon Avdullahu, footballeur suisse.

## Décès

### XXesièclede1901à1950
- 1937 :
  - Claude Buckenham, 61 ans, joueur de cricket et footballeur anglais. Champion olympique aux Jeux de Paris 1900. (4 sélections en test cricket et 1 sélection en équipe nationale de football). (° 16 janvier 1876).

### XXesièclede1951à2000
- 1960 :
  - Alexandre Lippmann, 78 ans, épéiste français. Champion olympique par équipe et médaillé d'argent en individuel aux Jeux de Londres 1908, médaillé d'argent en individuel et de bronze par équipes aux Jeux d'Anvers 1920 puis champion olympique par équipes aux Jeux de Paris 1924. (° 11 juin 1881).
- 1963 :
  - Ernie Russell, 79 ans, hockeyeur sur glace canadien. (° 21 octobre 1883).
- 1975 :
  - Sigmund Haringer, 66 ans, footballeur allemand. (15 sélections en équipe nationale). (° 9 décembre 1908).
- 1992 :
  - Paul Winter, 86 ans, athlète de lancer français. Médaillé de bronze du disque aux Jeux de Los Angeles 1932. Médaillé d'argent du disque aux Championnats d'Europe d'athlétisme 1934. (° 6 février 1906).
- 1996 :
  - Helmut Schön, 80 ans, footballeur puis entraîneur allemand. (16 sélections en équipe nationale). Sélectionneur de l'équipe d'Allemagne de 1964 à 1978. Champion du monde de football 1974. Champion d'Europe de football 1972. (° 15 septembre 1915).
- 1997 :
  - Abdelkader Ben Bouali, 84 ans, footballeur franco-algérien. (1 sélection avec l'équipe de France). (° 25 octobre 1912).
- 2000 :
  - Stanley Matthews, 85 ans, footballeur puis entraîneur anglais. (52 sélections en équipe nationale). (° 1er février 1915).

### XXIesiècle
- 2001 :
  - Sergio Mantovani, 71 ans, pilote de courses automobile italien. (° 22 mai 1929).
- 2006 :
  - Telmo Zarra, 81 ans, footballeur espagnol. (20 sélections en équipe nationale). (° 30 janvier 1921).
- 2007 :
  - John Ritchie, 65 ans, footballeur anglais. (° 12 juillet 1941).
- 2008 :
  - Paul Frère, 91 ans, pilote de F1 et de courses automobile d'endurance puis journaliste belge. Vainqueur des 24 Heures du Mans 1960. (° 30 janvier 1917).